# Record de Tunisie du lancer du disque
Le record de Tunisie du lancer du disque est actuellement détenu par Abderrazak Ben Hassine chez les hommes, avec 56,32 m, et par Monia Kari chez les femmes, avec 61,74 m.

## Hommes
| Athlète                | Performance | Club                                    | Lieu  | Date         |
| Abderrazak Ben Hassine | 56,32 m     | Association sportive militaire de Tunis | Alger | 25 juin 1981 |

## Femmes
| Athlète    | Performance | Club                    | Lieu  | Date         |
| Monia Kari | 61,74 m     | Athletic Club de Sousse | Tunis | 1er mai 1996 |